# Růžena Grebeníčková
Růžena Grebeníčková (1. listopadu 1925 Sušice – 21. července 1997 Praha) byla česká literární historička, teoretička a překladatelka.
V roce 1985 obdržela Herderovu cenu za výrazný přínos literární komparatistice. Její sestra Eva Grebeníčková (1927–2000) byla grafička a výtvarnice.

## Život

### Mládí
Narodila se a rané dětství strávila v Sušici, ale záhy se s rodiči přestěhovala do Přerova, neboť její otec, zemědělský inženýr Anton Grebeníček (1897–1964), tam získal učitelské místo. Její matka Josefa, roz. Patlejchová (1898–1991), která měla v Přerově modistství (naposledy ve Wilsonově ulici), proslula výrokem: „Nevyvěšovala jsem do výlohy Hitlera, tak nemusím věšet ani Gottwalda.“ V Přerově absolvovala reálné gymnázium. Vzhledem k uzavření vysokých škol během německého protektorátu se po maturitě vyučila ještě modistkou.
Spolu se sestrou se již před 2. světovou válkou učila kromě němčiny také francouzsky a rusky, neboť její matka, která strávila učednická léta ve Vídni, znala ruské klasiky jako např. Puškina, Tolstého a Dostojevského jen z německých překladů a chtěla dcerám poskytnout co nejširší jazykové vzdělání.
V roce 1942 založila a vedla studentskou divadelní skupinu, pro kterou zdramatizovala Hlaváčka, Lva Blatného, Lermontova a Nervala.

### Studium
V letech 1945–1949 studovala filosofii, romanistiku a srovnávací literatury na Filosofické fakultě University Karlovy v Praze. Navštěvovala přednášky Karla Krejčího (literární komparatistika), Arnošta Kolmana (logika), Jana Blahoslava Čapka (přehled vývoje české literatury), Jana Patočky (filosofie), Václava Černého, Jana Mukařovského (např. teorie jevištní recitace) a dalších.
Během studia vstoupila do KSČ (1946), odkud byla po čtvrtstoletí během normalizačních čistek vyškrtnuta (1971). V roce 1949 stanula před tzv. čestným soudem filosofické fakulty kvůli schvalování pamfletu na Nezvala (který napsali studenti Viktor Matys a Zdeněk Pachovský) a musela přerušit studium a vyučovat na základní škole v dnes již zaniklém Jenišově Újezdě v severních Čechách.
V roce 1952 obdržela doktorát (PhDr.) za práci Cervantesova dramaturgie. Příspěvek k problematice renesanční ideologie.

### Zaměstnání
Rok vyučovala na FAMU dějiny literatury a estetiky (koncem 40. let?). V roce 1953 byla prof. Dolanským přijata jako vědecká aspirantka do Slovanského ústavu (SlÚ) ČSAV (až do roku 1957). Disciplinární potrestání z roku 1949 se mimo jiné projevilo i v tom, že se musela začít věnovat ruské literatuře místo dosud převládajícího zájmu o literatury románské. Grebeníčková k tomu s odstupem poznamenala: „Byla to doba, kdy leckdo přešel radši na druhou stranu, když mě měl ve Valentinské potkat.“
Naproti tomu ji Václav Černý ve svých Pamětech III popisuje jako fanatickou komunistku, která okolo sebe zejména na začátku padesátých let šířila revoluční hrůzu.
V roce 1961 se stala kandidátkou věd (CSc.) za práci Literární názory českých radikálních demokratů a revoluční demokratická kritika česká. Od roku 1964 až do penzionování v roce 1981 byla vědeckou pracovnicí Ústavu jazyků a literatur (ÚJaL) ČSAV, později přejmenovaného na Ústav české a světové literatury (ÚČSL).

## Literárněvědná činnost
Zabývala se zejména ruskou, německou, rakouskou (např. Robert Musil), francouzskou, španělskou (např. Cervantes, Benito Pérez Galdós etc.) a českou literaturou 18. až 20. století.

### Čeští radikální demokraté
Spolu s manželem Karlem Kosíkem se podílela na znovuohodnocení českých radikálních demokratů, především Karla Sabiny a Josefa Václava Friče.

### K. H. Mácha
V návaznosti na práce o romantismu, ale nemalou měrou také pod vlivem působivé adaptace Máje E. F. Burianem, se věnovala zpočátku Máchovým vztahům k německé literatuře.
V roce 1974 se vydala po stopách Máchova italského deníku do Itálie s olomouckou profesorkou matematiky Boženou Věchtovou, druhou část cesty absolvovala s literární vědkyní Miladou Chlíbcovou v roce 1976. Ve strojopise se dochovaly dvě nedokončené studie o této cestě (druhou začala psát s několikaletým odstupem poté, co se první verze ve velké pracovně někam ztratila).
K Máchovskému výročí v roce 1986 připravovala pro Severočeské nakladatelství rozsáhlý komentář k Máji, nakladatel ale od smlouvy po čase odstoupil a vysvětloval to prudce zamítavou reakcí z Prahy. Rukopis tohoto komentáře, který byl podle některých svědků ve finální podobě, v pozůstalosti nalezen nebyl (není ovšem vyloučeno, že si ho někdo vypůjčil a nevrátil).

### Autorské šifry
Práce z přelomu 50.–60. let 20. století podepisovala propůjčeným jménem výtvarnice Heleny Matoušové. O dekádu později v 70. a 80. letech příležitostně psala a překládala díky „pokrývačům“ pod dosud zjištěnými jmény Miloslav Jehlička, Jaroslav Kudrna, Věra Saudková a Jiřina Táborská. Pro Lopatkův samizdatový Kritický sborník používala pseudonym Aleš Hauzner a různé šifry, které přiděloval sám editor s rafinovaným záměrem navýšit tak uměle počet přispěvatelů, aby zmátl StB (ta však byla již delší dobu v mentální agonii, takže se k pochopení této hry vůbec nedostala).

### Ocenění díla
V roce 1968 dostala spolu s Oldřichem Králíkem od Československého spisovatele cenu A. M. Píšy za sborník Realita slova Máchova (1967).
V roce 1985 obdržela od německé Nadace Alfreda Toepfera prestižní Herderovu cenu (Herder-Preis) za své rozsáhlé dílo v oboru literární vědy a literární publicistiky a za svou neúnavnou činnost, kterou v českém a středoevropském kulturním životě vytvořila most mezi západoevropskou a východoevropskou literaturou. V odůvodnění pro udělení této ceny bylo uvedeno, že její literární dílo mělo celoevropský význam.
Za výbor studií Literatura a fiktivní světy I., který edičně připravil Michael Špirit, obdržela v roce 1996 cenu Nadace Českého literárního fondu za nejlepší literárněvědné dílo.

## Rodinné vztahy
Z manželství s filosofem Karlem Kosíkem vzešly tři děti (tj. Antonín, Irena a Štěpán).

## Dílo
- Čeští radikální demokraté o literatuře. (Výbor ze statí K. Sabiny, J. V. Friče, V. Vávry Haštalského, J. Knedlhanse Liblínského, J. E. Sojky a E. Vávry.) Uspořádala a doslovem, poznámkami a rejstříkem opatřila Růžena Grebeníčková. Kritická knihovna, 14. Praha, Československý spisovatel 1954
- Realita slova Máchova. Sborník pojednání. Redigovali a uspořádali Růžena Grebeníčková a Oldřich Králík. Praha, Československý spisovatel 1967
- „Nesouměřitelný výtvor (Goethův Faust)“, in: Kniha o Faustovi. Navrhl, uspořádal a výbor z Goethova Fausta přeložil Jindřich Pokorný. Komentáře napsali Jindřich Pokorný, Barbara Köpplová a Růžena Grebeníčková. Ostatní překlady pořídila Růžena Grebeníčková. Praha, Mladá fronta 1982, s. 61–175.
- Literatura a fiktivní světy I., (výbor statí), ed. Michael Špirit, Český spisovatel, Praha 1996 (druhý svazek nevyšel, neboť nakladatelství zaniklo)
- Tělo a tělesnost v evropském myšlení, Prostor, Praha 1997
- Máchovské studie, ed. Michael Špirit, Academia, Praha 2010